# Gabriel Gonzáles Videla
Gabriel Gonzáles Videla, čilski politik, diplomat in predsednik, * 22. november 1898, La Serena, † 22. avgust 1980, Santiago.
Videla je bil rojen v La Sereni, kjer je končal študij prava. Kljub temu se je spustil v politiko in bil leta 1929 izvoljen v parlament kot predstavnik radikalne stranke, katere predsednik je postal leta 1932.
Prvič je kandidiral za predsednika Čila leta 1942, a je bil poražen, saj je takrat večino glasov dobil Juan Antonio Ríos.
Po porazu na volitvah je opravljal različne diplomatske službe. Najprej je postal veleposlanik v Braziliji, med drugim pa je tudi zastopal Čile na konferenci Združenih Narodov v San Franciscu. 
Leta 1946 je bil izvoljen, 3. novembra 1946 pa je tudi uradno prevzel posle predsednika Čila, kar je takoj izkoristil za obračun s Komunistično partijo. Ta je namreč leta 1947 začela s serijami stavk, da bi prisilila Videlo k odstopu. Stavka rudarjev v mestu Lota, ki so jo organizirali komunisti je bila krvavo zadušena, njeni organizatorji pa zaprti v različna taborišča ali izgnani. Med izgnanci se je znašel celo kasnejši nobelov nagrajenec za književnost, Pablo Neruda.
Do leta 1949 se je val stavk in nasilnih protestov razširil po celi državi, zato je bil Videla prisiljen razglasiti izredno stanje. To je sicer uspelo zadušiti upore, vendar je bila s tem ogrožena demokracija, kar je ugled Čila postavilo pod vprašaj. Videla je zaradi pritiskov leta 1952 odstopil s položaja predsednika, kjer ga je zamenjal velik oboževalec argentinskega diktatorja Juana Perona, Carlos Ibáñez del Campo. Ta je pod vplivom svojega vzornika Čile postavil v položaj na pol diktatorske države.
Videla se je po odstopu s predsedniškega položaja povsem umaknil iz politike. Umrl je leta 1980 v glavnem mestu Čila. Po njem se danes imenuje univerza v Santiagu, ki jo je ustanovil en mesec pred odstopom ter nekaj drugih pomembnejših ustanov v Čilu.